# Cortés (tỉnh)
Cortés là một trong 18 tỉnh của Honduras, giáp tỉnh Izabal của Guatemala. Tỉnh này có diện tích 3.954 km² và dân số năm 2005 ước khoảng 1.365.497 người, là tỉnh đông dân nhất của Honduras. dãy núi Merendón nằm ở phía tây Cortés, nhưng tỉnh này chủ yếu là vùng đát thấp có sông Ulúa và Chamelecon chảy qua.
Tỉnh được thành lập năm 1893 từ một phần của tỉnh Santa Bárbara và Yoro. Tỉnh lỵ là San Pedro Sula. Các thành phố chính khác gồm Choloma, La Lima, Villanueva, thành phố cảng Puerto Cortés và Omoa. Tỉnh Cortés có nhiều bãi biển đẹp nằm ở bờ Đại Tây Dương.
Cortés là trung tâm kinh tế của Honduras, thung lũng Sula là vùng công-nông nghiệp chính của quốc gia này. 

## Các đô thị
1. Choloma
2. La Lima
3. Omoa
4. Pimienta
5. Potrerillos
6. Puerto Cortés
7. San Antonio de Cortés
8. San Francisco de Yojoa
9. San Manuel
10. San Pedro Sula
11. Santa Cruz de Yojoa
12. Villanueva